# Agnès Firmin-Le Bodo
Pour les articles homonymes, voir Firmin.
Agnès Firmin-Le Bodo, née Le Bodo le 20 novembre 1968 au Havre (Seine-Maritime), est une femme politique française, pharmacienne de profession.
En 1997, elle est suppléante du député Jean-Yves Besselat dans la septième circonscription de la Seine-Maritime .
Elle est élue députée de la septième circonscription de la Seine-Maritime en juin 2017 sous l'étiquette Les Républicains avec le soutien de la majorité présidentielle. Dès sa création en juillet 2017, elle rejoint le parti Agir, dont elle est membre fondatrice jusqu'en 2022. Elle est désormais membre du parti Horizons, dont elle est la porte-parole.
Le 4 juillet 2022, elle est nommée ministre déléguée auprès du ministre de la Santé et de la Prévention, chargée de l'Organisation territoriale et des Professions de santé, dans le gouvernement Élisabeth Borne.
Le 20 décembre 2023, elle est nommée ministre de la Santé et de la Prévention, jusqu'au 11 janvier 2024, date de la démission du gouvernement Élisabeth Borne.
En octobre 2024, elle plaide coupable et est condamnée pour avoir reçu des cadeaux illégalement des laboratoires Urgo lorsqu'elle était pharmacienne entre 2015 et 2020.

## Biographie

### Carrière professionnelle
Agnès Firmin-Le Bodo exerce la profession de pharmacienne d'officine après avoir obtenu son diplôme d'État de docteur en pharmacie en 1994.

### Carrière politique

#### Élue locale et députée de Seine-Maritime
Elle commence son parcours politique dès 1983 en militant pour Antoine Rufenacht, maire Rassemblement pour la République (RPR) du Havre (1995-2010).
En 1997, elle est suppléante de Jean-Yves Besselat, élu député de la septième circonscription de la Seine-Maritime. En 2001, elle est élue conseillère municipale du Havre sur la liste d’Antoine Rufenacht « Fiers d’être Havrais », puis adjointe au maire chargée des sports en 2006 et adjointe au maire chargée des sports et du tourisme, vice-présidente de la communauté d’agglomération chargée des équipements culturels et sportifs en 2008.
En 2011, elle est élue conseillère générale de Seine-Maritime.
De 2014 à son élection comme députée en 2017, elle est adjointe au maire du Havre, Édouard Philippe, chargée des questions de sécurité. Durant cette période, elle est également première vice-présidente de la Communauté de l'agglomération havraise (Codah), chargée de l’habitat et de la politique de la ville. De 2015 à son élection comme députée, elle est également première vice-présidente du conseil départemental de la Seine-Maritime, chargée de l’action sociale, et présidente de l’office HLM du Havre, Alcéane.
Lors des élections législatives de 2017, elle est investie par Les Républicains (LR) sans affronter de candidat La République en marche : Libération estime ainsi qu'« elle est aussi, de facto, la candidate du mouvement d’Emmanuel Macron. » Indiquant avoir « le soutien plein et entier d’Édouard Philippe », elle précise : « Je ne dirai pas oui à toutes les lois du gouvernement, je ne dirai pas non à tout non plus. »
Cofondatrice du parti Agir en novembre 2017, elle annonce en janvier 2018, « la mort dans l'âme », qu'elle ne renouvelle pas sa cotisation à LR, en désaccord avec la ligne de Laurent Wauquiez.
Elle est nommée présidente de la commission spéciale chargée d'étudier le projet de loi relatif à la bioéthique, en juillet 2019. Elle soutient la proposition de loi d'Olivier Falorni visant à instaurer une fin de vie « libre et choisie », examinée en avril 2021 à l'Assemblée nationale.
Aux élections municipales de 2020 au Havre, elle figure en deuxième position sur la liste menée par Édouard Philippe. Ils l'emportent avec 58,83 % des voix.
Après avoir rejoint Horizons, le parti politique fondé par l'ancien Premier ministre Édouard Philippe, elle en est nommée en décembre 2021 porte-parole. À la suite de la fusion avortée d'Horizons avec Agir, elle quitte ce dernier.
Elle annonce se représenter pour un second mandat de député, et est réélue le 19 juin 2022. Elle siège au sein du groupe Horizons et devient présidente de la commission des Affaires culturelles et de l'Éducation de l'Assemblée nationale.
En avril 2024, elle est nommée présidente de la commission spéciale pour l’examen du projet de loi relatif à l’accompagnement des malades et de la fin de vie.

#### Ministère de la Santé et de la Prévention
Le 4 juillet 2022, elle est nommée ministre déléguée chargée de l'Organisation territoriale et des Professions de santé, auprès du ministre de la Santé, François Braun.
Dans le cadre de ses fonctions, elle est amenée à suivre des dossiers comme le débat autour de la fin de vie en France,, ou encore la fixation des tarifs de consultation des médecins généralistes.
Le 20 décembre 2023, à la suite de la démission d'Aurélien Rousseau, elle devient ministre de la Santé et de la Prévention . Après la démission du gouvernement d'Élisabeth Borne le 9 janvier, elle n'est pas reconduite et Frédéric Valletoux lui succède dans le gouvernement Gabriel Attal.
Les décrets du 1er décembre 2022 et du 22 décembre 2023 prévoient que la ministre est déportée « des actes de toute nature relatifs spécifiquement à l'organisation ou au statut de la profession de pharmacien titulaire d'officine »,.

#### Retour à la députation
Le 7 juillet 2024, elle est réélue député de la septième circonscription de la Seine-Maritime avec 66,18% des voix. Elle devient ensuite vice-présidente de la commission des lois à l'assemblée nationale.

### Vie privée
Mariée à un médecin, elle est mère d'un fils.

## Condamnation judiciaire
Une enquête préliminaire est ouverte en juin 2023 contre Agnès Firmin-Le Bodo pour « perception non autorisée par un professionnel de santé d'avantages procurés par une personne produisant ou commercialisant des produits sanitaires » : en tant que pharmacienne d'officine, elle s'être fait offrir pour 20 000 € de produits de luxe de la part des laboratoires Urgo, un système qui contrevient à la loi depuis 1993 et pour lequel le groupe a été lourdement condamné en janvier 2023 avec des amendes s'élevant à plus d'un million d'euros dont 625 000€ avec sursis par le tribunal correctionnel de Dijon,,.
La justice se penche ensuite sur tous les pharmaciens ayant reçu les cadeaux pour un montant total de 55 millions d'euros depuis 2015,,. D'après Mediapart, le cas d'Agnès Firmin-Le Bodo fait partie des dossiers les plus lourds actuellement traités dans sa région Normandie. De son côté, elle nie tout « conflit d'intérêts » et tout « cadeau » et évoque plutôt des « négociations commerciales ». Elle est auditionnée le 9 janvier 2024 par les enquêteurs de la Direction régionale de l'économie, de l'emploi, du travail et des solidarités (DREETS) dans le cadre de la procédure pénale.
Elle reconnaît les faits par une comparution sur reconnaissance préalable de culpabilité (une sorte de plaider-coupable), ce qui permet à l'ancienne ministre d'éviter un procès. Ainsi, elle est condamnée par le tribunal judiciaire du Havre le 14 octobre 2024 à une peine d'amende de 8000 euros en partie assortie d’un sursis,.

## Synthèse des résultats électoraux

### Élections législatives
| Année | Parti  | Parti | Circonscription         | 1er tour | 1er tour | 1er tour | 2d tour | 2d tour | 2d tour |
| Année | Parti  | Parti | Circonscription         | Voix     | %        | Rang     | Voix    | %       | Issue   |
| ----- | ------ | ----- | ----------------------- | -------- | -------- | -------- | ------- | ------- | ------- |
| 2017  |        | LR    | 7e de la Seine-Maritime | 13 270   | 33,14    | 1re      | 17 267  | 61,92   | Élue    |
| 2022  |        | HOR   | 7e de la Seine-Maritime | 15 505   | 39,13    | 1re      | 21 578  | 57,87   | Élue    |
| 2024  | 19 734 | HOR   | 7e de la Seine-Maritime | 34,83    | 36 050   | 1re      | 66,18   |         | Élue    |

### Élections cantonales et départementales
| Année | Parti             | Parti | Canton            | 1er tour | 1er tour | 1er tour | 2d tour | 2d tour | 2d tour | Issue |
| Année | Parti             | Parti | Canton            | Voix     | %        | Rang     | Voix    | %       | Rang    | Issue |
| ----- | ----------------- | ----- | ----------------- | -------- | -------- | -------- | ------- | ------- | ------- | ----- |
| 2011  |                   | UMP   | Canton du Havre-4 | 1 108    | 34,81    | 1re      | 1 678   | 50,76   | 1re     | Élue  |
| 2015  | Canton du Havre-5 | UMP   | 3 525             | 41,12    | 1re      | 4 499    | 59,25   | 1re     | Élue    |       |
| 2021  | Canton du Havre-5 |       | Agir              | 2 918    | 52,90    | 1re      | 3 489   | 62,46   | 1re     | Élue  |

### Note
1. ↑  Lors du compte rendu du conseil des ministres du 20 décembre 2023 au cours duquel la démission d'Aurélien Rousseau est confirmée, Olivier Véran annonce qu'Agnès Firmin-Le Bodo « assurera l'intérim ». Or, dans le décret publié au Journal officiel le 21 décembre 2023, aucun intérim n'est évoqué : Agnès Firmin-Le Bodo est nommée ministre de la Santé et de la Prévention de plein exercice.